# Nectarinella
Nectarinella  (лат.) — род общественных ос семейства Vespidae.

## Распространение
Неотропика.

## Описание
Гнёзда, усыпанные мелкими шипиками (вероятно для защиты от муравьёв: Carpenter & Mateus, 2004), располагаются на стволах деревьев, имеют покровительственную окраску.
Формула щупиков 5,3 (нижнечелюстные + нижнегубные). Сложные глаза без щетинок. Оцеллии мелкие.

## Систематика
2 вида. Относится к трибе Epiponini. Род Nectarinella был описан Беквертом в 1938 году (Bequaert, 1938) в качестве подрода рода Chartergus, монотипичном для вида Nectarina championi (Dover, 1925), описанным из Панамы по самкам. В 1977 году таксон Nectarinella был повышен до родового статуса (Schremmer, 1977).
- Nectarinella championi (Dover, 1925)[5]
- Nectarinella xavantinensis Mateus and Noll, 1998[6]